# Colin Ford
Colin Ford (Nashville, Tennessee, 1996. szeptember 12. –) amerikai színész, szinkronszínész.
Legismertebb alakítása Joe McAlister a 2013 és 2015 között futó A Búra alatt című sorozatban. A Napkelte című sorozatban is szerepelt.

## Fiatalkora
Ford a Tennessee állambeli Nashville-ben született. A Campbell Hall iskolába járt.

## Pályafutása
Ford szerepelt a 2011-ben megjelenő Az igazi kaland című filmben.  A filmet követően szerepelt A Búra alatt című tévésorozatban.
2018-ban főszereplő játszották a Netflix Napkelte című sorozatában. A sorozat premierje 2019. október 24-én volt, és egy évad után elkaszálták.

## Filmográfia

### Film
| Év   | Magyar cím                              | Eredeti cím                             | Szerep                   | Magyar hang   |
| ---- | --------------------------------------- | --------------------------------------- | ------------------------ | ------------- |
| 2020 | Nagypapa hadművelet                     | The War with Grandpa                    | Russell                  |               |
| 2019 | Marvel Kapitány                         | Captain Marvel                          | Steve Danvers            |               |
| 2019 |                                         | Extracurricular Activities              | Reagan Collins           |               |
| 2018 |                                         | Family Blood                            | Kyle                     |               |
| 2018 | Nap nap után                            | Every Day                               | Xavier Adams             | Hamvas Dániel |
| 2012 |                                         | Eye of the Hurricane                    | Mike Ballard             |               |
| 2012 | Lekapcsolódás                           | Disconnect                              | Jason Dixon              | Nagy Gereben  |
| 2011 | Az igazi kaland                         | We Bought a Zoo                         | Dylan Mee                | Ducsai Ábel   |
| 2011 |                                         | In My Pocket                            | Stephen fiatalon         |               |
| 2011 |                                         | All Kids Count                          | Jim                      |               |
| 2011 |                                         | Ticket Out                              | DJ                       |               |
| 2010 | Az égig érő paszuly                     | Jack and the Beanstalk                  | Jankó                    | Boldog Gábor  |
| 2009 | A csajok háborúja                       | Bride Wars                              | további hang             |               |
| 2009 | Az energia                              | Push                                    | Nick Gant fiatalon       | Czető Ádám    |
| 2008 |                                         | Lake City                               | Clayton                  |               |
| 2008 |                                         | Dog Days of Summer                      | Jackson Patch            |               |
| 2007 |                                         | American Family                         | Caleb Bogner             |               |
| 2007 | A király nevében                        | In the Name of the King                 | Zeph                     | Kardos Bence  |
| 2007 |                                         | Christmas Is Here Again                 | Dart (hang)              |               |
| 2006 | Hangya boy                              | The Ant Bully                           | piros csapattag (hang)   |               |
| 2005 |                                         | The Work and the Glory: American Zion   | Matthew Steed            |               |
| 2004 | Munka és dicsőség                       | The Work and the Glory                  | Matthew Steed            |               |
| 2003 | Dumb és Dumber – Miből lesz a dilibogyó | Dumb and Dumberer: When Harry Met Lloyd | Lloyd Christmas fiatalon |               |
| 2002 | Mindenütt nő                            | Sweet Home Alabama                      | Clinton Jr.              |               |

### Televízió
| Év                    | Magyar cím                 | Eredeti cím                         | Szerep                      | Megjegyzések                                                    |
| --------------------- | -------------------------- | ----------------------------------- | --------------------------- | --------------------------------------------------------------- |
| 2019                  |                            | All Rise                            | Billy Webb                  | 1 epizód: Fool For Liv                                          |
| 2019                  | Napkelte                   | Daybreak                            | Josh Wheeler                | főszereplő magyar hangja Miller Dávid                           |
| 2017                  | Amerikai fater             | American Dad!                       | Derék (hang)                | 2 epizód                                                        |
| 2013–2015             | A Búra alatt               | Under the Dome                      | Joe McAlister               | főszereplő magyar hangja Timon Barnabás                         |
| 2013–2014             | Szófia hercegnő            | Close To Home                       | Hugo herceg, Axel herceg    | 2 epizód magyar hangja Bognár Zsolt (Hugo) Baráth István (Axel) |
| 2012–2013             | Maffiadoktor               | The Mob Doctor                      | Sam Cooper                  | 2 epizód                                                        |
| 2012                  | Revolution                 | Revolution                          | Michael                     | 1 epizód: Tökéletes katonák                                     |
| 2011–2013             | Jake és Sohaország kalózai | Jake and the Never Land Pirates     | Jake (hang)                 | főszereplő magyar hangja Ducsai Ábel                            |
| 2010                  | Hawaii Five-0              | Hawaii Five-0                       | Evan Lowry                  | 1 epizód: Család                                                |
| 2010                  | CSI: Miami helyszínelők    | CSI: Miami                          | Cody Williams               | 1 epizód: Anyu halott                                           |
| 2010–2013, 2017       | Family Guy                 | Family Guy                          | különböző karakterek (hang) | 11 epizód                                                       |
| 2010                  | Doktor Addison             | Private Practice                    | Seth                        | 1 epizód: A szerelem fáj                                        |
| 2009                  | Oso különleges ügynök      | Special Agent Oso                   | Joe/David                   | 2 epizód                                                        |
| 2008                  |                            | Can You Teach My Alligator Manners? | Mikey (hang)                | 10 epizód                                                       |
| 2007, 2009–2011, 2016 | Odaát                      | Supernatural                        | Sam Winchester fiatalon     | 6 epizód                                                        |
| 2007                  |                            | Side Order of Life                  | Baby Puree (hang)           | 1 epizód: Whose Sperm Is It Anyway?                             |
| 2006                  | Magánügye                  | Close To Home                       | Hal Brooks                  | 1 epizód: Legacy                                                |
| 2006                  |                            | The Chelsea Handler Show            | Blind Date                  | 1 epizód: 1.3                                                   |
| 2006                  |                            | The Tonight Show with Jay Leno      | Dick Chaney figura          | 1 epizód: 14.47                                                 |
| 2005                  | Smallville                 | Smallville                          | Evan Gallagher fiatalon     | 1 epizód: Kortalan                                              |